# Prodidomus simoni
Prodidomus simoni är en spindelart som beskrevs av Raymond Comte de Dalmas 1919. Prodidomus simoni ingår i släktet Prodidomus och familjen Prodidomidae. Inga underarter finns listade i Catalogue of Life.